# Leopoldo Giovanni d'Asburgo
Leopoldo Giovanni d'Asburgo, arciduca d'Austria (Vienna, 13 aprile 1716 – Vienna, 4 novembre 1716), era il primogenito dell'imperatore Carlo VI d'Austria e di Elisabetta Cristina di Brunswick-Wolfenbüttel, fratello maggiore dell'imperatrice Maria Teresa d'Austria.

## Biografia
Leopoldo Giovanni d'Asburgo era il primo figlio maschio della coppia imperiale Carlo VI d'Austria ed Elisabetta Cristina di Brunswick-Wolfenbüttel e nacque il 13 aprile 1716.
Fu battezzato il 14 aprile 1716 nella Sala dei Cavalieri dell'Hofburg di Vienna con l'acqua del Giordano proveniente dalla Terra Santa per mano del nunzio pontificio insieme al prevosto della cattedrale di Santo Stefano e all'abate scozzese. Erano presenti anche l'arcivescovo di Praga, Franz Ferdinand von Kuenburg, e l'arcivescovo di Valencia, oltre ad altri otto vescovi e nove abati. Il padrino era il re Giovanni V del Portogallo, che era sposato con Maria Anna d'Austria, zia di Leopoldo Giovanni.
In occasione della nascita, Carlo VI commissionò una preziosa medaglia, battuta in circa 4000 esemplari, di cui solo 30 furono inviati a Vienna e le restanti furono distribuite al popolo. L'importante compositore barocco austriaco Johann Joseph Fux, per celebrare la nascita, scrisse l'opera Angelica vincitrice di Alcina, che fu rappresentata per la prima volta il 14 settembre 1716. La scenografia fu progettata da Giuseppe Galli da Bibbiena. Alla prima erano presenti la coppia imperiale, la casa reale e numerosi ambasciatori.
Leopoldo Giovanni d'Asburgo morì a Vienna il 4 novembre 1716, a soli sette mesi. È sepolto nella Cripta Imperiale di Vienna.
Con Carlo VI e la morte dell'unico figlio Leopoldo Giovanni, la linea maschile degli Asburgo d'Austria si estinse.

## Ascendenza
|                                               |                                      |                                                              | Genitori                                          |  |  | Nonni |  |  | Bisnonni                 |  |  | Trisnonni               |  |
|                                               |                                      |                                                              |                                                   |  |  |       |  |  | Ferdinando III d'Asburgo |  |  | Ferdinando II d'Asburgo |  |
|                                               |                                      |                                                              |                                                   |  |  |       |  |  | Ferdinando III d'Asburgo |  |  | Ferdinando II d'Asburgo |  |
|                                               |                                      | Maria Anna di Baviera                                        |                                                   |  |  |       |  |  | Ferdinando III d'Asburgo |  |  |                         |  |
| Leopoldo I d'Asburgo                          |                                      |                                                              |                                                   |  |  |       |  |  | Ferdinando III d'Asburgo |  |  |                         |  |
|                                               |                                      | Maria Anna di Spagna                                         | Filippo III di Spagna                             |  |  |       |  |  |                          |  |  |                         |  |
|                                               |                                      | Maria Anna di Spagna                                         | Filippo III di Spagna                             |  |  |       |  |  |                          |  |  |                         |  |
|                                               |                                      | Maria Anna di Spagna                                         | Margherita d'Austria-Stiria                       |  |  |       |  |  |                          |  |  |                         |  |
| Carlo VI d'Asburgo                            |                                      | Maria Anna di Spagna                                         |                                                   |  |  |       |  |  |                          |  |  |                         |  |
|                                               |                                      | Filippo Guglielmo del Palatinato                             | Volfango Guglielmo del Palatinato-Neuburg         |  |  |       |  |  |                          |  |  |                         |  |
|                                               |                                      | Filippo Guglielmo del Palatinato                             | Volfango Guglielmo del Palatinato-Neuburg         |  |  |       |  |  |                          |  |  |                         |  |
|                                               |                                      | Filippo Guglielmo del Palatinato                             | Maddalena di Baviera                              |  |  |       |  |  |                          |  |  |                         |  |
| Eleonora del Palatinato-Neuburg               |                                      | Filippo Guglielmo del Palatinato                             |                                                   |  |  |       |  |  |                          |  |  |                         |  |
|                                               |                                      | Elisabetta Amalia d'Assia-Darmstadt                          | Giorgio II d'Assia-Darmstadt                      |  |  |       |  |  |                          |  |  |                         |  |
|                                               |                                      | Elisabetta Amalia d'Assia-Darmstadt                          | Giorgio II d'Assia-Darmstadt                      |  |  |       |  |  |                          |  |  |                         |  |
|                                               |                                      | Elisabetta Amalia d'Assia-Darmstadt                          | Sofia Eleonora di Sassonia                        |  |  |       |  |  |                          |  |  |                         |  |
| Leopoldo Giovanni                             |                                      | Elisabetta Amalia d'Assia-Darmstadt                          |                                                   |  |  |       |  |  |                          |  |  |                         |  |
|                                               | Antonio Ulrico di Brunswick-Lüneburg | Augusto di Brunswick-Lüneburg                                |                                                   |  |  |       |  |  |                          |  |  |                         |  |
|                                               | Antonio Ulrico di Brunswick-Lüneburg | Augusto di Brunswick-Lüneburg                                |                                                   |  |  |       |  |  |                          |  |  |                         |  |
|                                               | Antonio Ulrico di Brunswick-Lüneburg | Dorotea di Anhalt-Zerbst                                     |                                                   |  |  |       |  |  |                          |  |  |                         |  |
| Luigi Rodolfo di Brunswick-Lüneburg           | Antonio Ulrico di Brunswick-Lüneburg |                                                              |                                                   |  |  |       |  |  |                          |  |  |                         |  |
|                                               |                                      | Elisabetta Giuliana di Schleswig-Holstein-Sonderburg-Norburg | Federico di Schleswig-Holstein-Sonderburg-Norburg |  |  |       |  |  |                          |  |  |                         |  |
|                                               |                                      | Elisabetta Giuliana di Schleswig-Holstein-Sonderburg-Norburg | Federico di Schleswig-Holstein-Sonderburg-Norburg |  |  |       |  |  |                          |  |  |                         |  |
|                                               |                                      | Elisabetta Giuliana di Schleswig-Holstein-Sonderburg-Norburg | Eleonora di Anhalt-Zerbst                         |  |  |       |  |  |                          |  |  |                         |  |
| Elisabetta Cristina di Brunswick-Wolfenbüttel |                                      | Elisabetta Giuliana di Schleswig-Holstein-Sonderburg-Norburg |                                                   |  |  |       |  |  |                          |  |  |                         |  |
|                                               |                                      | Alberto Ernesto I di Oettingen-Oettingen                     | Gioacchino Ernesto di Oettingen-Oettingen         |  |  |       |  |  |                          |  |  |                         |  |
|                                               |                                      | Alberto Ernesto I di Oettingen-Oettingen                     | Gioacchino Ernesto di Oettingen-Oettingen         |  |  |       |  |  |                          |  |  |                         |  |
|                                               |                                      | Alberto Ernesto I di Oettingen-Oettingen                     | Anna Dorotea di Hohenlohe-Neuenstein              |  |  |       |  |  |                          |  |  |                         |  |
| Cristina Luisa di Oettingen-Oettingen         |                                      | Alberto Ernesto I di Oettingen-Oettingen                     |                                                   |  |  |       |  |  |                          |  |  |                         |  |
|                                               |                                      | Cristina Federica di Württemberg                             | Eberardo III di Württemberg                       |  |  |       |  |  |                          |  |  |                         |  |
|                                               |                                      | Cristina Federica di Württemberg                             | Eberardo III di Württemberg                       |  |  |       |  |  |                          |  |  |                         |  |
|                                               |                                      | Cristina Federica di Württemberg                             | Anna Caterina Dorotea di Salm-Kyrburg             |  |  |       |  |  |                          |  |  |                         |  |
|                                               |                                      | Cristina Federica di Württemberg                             |                                                   |  |  |       |  |  |                          |  |  |                         |  |